# Miniac-Morvan
Miniac-Morvan (bret. Minieg-Morvan) – miejscowość i gmina we Francji, w regionie Bretania, w departamencie Ille-et-Vilaine.
Według danych na rok 2018 gminę zamieszkiwało 4118 osób, a gęstość zaludnienia wynosiła 133 osób/km² (wśród 1269 gmin Bretanii Miniac-Morvan plasuje się na 202. miejscu pod względem liczby ludności, natomiast pod względem powierzchni na miejscu 262.).